# SFmag.hu
Az SFmag.hu egy angol nyelvű részleggel is rendelkező napi frissítésű magyar online magazin, ami a fantasztikus irodalom minden irányzatával foglalkozik. A minőségi SF művészeti alkotások bemutatása mellett vállalt célja a magyar fantasztikum ismertetése és népszerűsítése külföldön, ezt szolgálja az angol nyelvű rovata és a The Portal nemzetközi SF oldallal való együttműködése. A magazint 2010 őszén indította el mintegy két tucatnyi munkatársával együtt Markovics Botond (Zsoldos Péter-díjas sci-fi-író), Kánai András (kommunikációs szakember, sci-fi novellista) és Kleinheincz Csilla (fantasy író, fordító és szerkesztő).

## Célkitűzés
Az SFmag.hu-t az a felismerés hívta életre, hogy Magyarországon nem volt olyan, a tematikához köthető oldal, ami a fantasztikumhoz köthető művészeti ágakról együttesen szólna, rendszeres, saját anyagot közölne és a külföldi érdeklődők felé is képviselné a hazai alkotókat, alkotásokat. A két hangsúlyos cél az átfogó jelleg és a rendszeres, saját anyag közlése volt, ennek megfelelően állt össze az oldalt működtető stáb és a magazin szerkezete, ezért volt a koncepció része már az induláskor is a kétnyelvűség.

## A "Speculative Fiction"
(Bővebben lásd az angol nyelvű wikipédia szócikket: Speculative fiction
Az SFmag.hu impresszuma a következőképpen foglalja össze, mit ért a gyűjtőfogalom alatt:
A „spekulatív művészet” kifejezést gyűjtőfogalomként használjuk, amely magában foglalja a sci-fit, a fantasyt, a mágikus realizmust, a cyberpunkot, a horrort és számos egyéb alzsánert. Számunkra a spekulatív művészet olyan látás- és kifejezésmódot jelent, amely a fantasztikus, a szürreális és az abszurd eszközeivel mond el valami fontosat rólunk és környezetünkről.
SFMag impresszum

## Rovatok
Az SFmag.hu rovatszerkezetével megpróbálja lefedni a zsáner egészét, így a szokásos irodalom, film/tévésorozat rovat mellett tudományos cikkeket is közöl, illetve a "társművészetek" rovatban képzőművészeti és zenei témákkal is foglalkozik. Havi rendszerességgel közöl novellákat is, magyar vagy külföldi szerzőktől, az online SF-lapok között egyedülálló módon ezekért honoráriumot is fizet, ezért több neves külföldi író is küldött már be írást. (pl. Lavie Tidhar, Jacob Schmidt, C.C. Finlay) A novellák fordítását az SFmag szerzői végzik, akik között több hivatásos műfordító is található. A magazin Douglas Smith listája is ajánlja a nemzetközi publikációt kereső szerzők számára.

## Angol részleg
Az SFmag.hu célja az is, hogy a magyar fantasztikumot jobban bekapcsolja a nemzetközi vérkeringésbe. Partneroldala, a The Portal segítségével rendszeres időközönként jelentet meg angol nyelvű cikkeket a hazai fantasztikus irodalomról, illetve az SFmag.hu felületén olyan írásokat, amik nem férnek bele a társoldal profiljába. Hazai szerzők angolra fordított novelláit, regényrészleteit is közli. Az angol részleg aloldalán az összes ilyen megjelenés megtalálható, a The Portalos cikkek csak bevezető terjedelemben, linkkel.
A SFmag.hu-val kapcsolatba került külföldi szerzők általában megemlékeznek a magyar nyelvű publikációikról is, ezzel is segítve az oldal nemzetközi megismerését.  (Pl. C.C.Finlay a novellájáról, Lavie Tidhar a novellájáról és a vele készült interjúról a blogján "Magyar invázó" címmel )

## Egyebek
- Az e-könyvek terjedésére való tekintettel a magazinban megjelent novellák különféle e-könyv formátumban is letölthetőek, ehhez az ekonyvolvaso.blog.hu nyújt segítséget. Az adott évben megjelent novellákból e-antológiát készítenek az év végén.
- Az SFmag partneroldalai az LFG.hu (ami a technikai hátteret is adja), a The Portal és Science Caffe. Mindegyik partner az SFmag.hu stábja által írt cikkeket vesz át, profiljuknak megfelelően.
- A 2011 márciusában megjelent Galaktika nyomtatott formában közölt egy eredetileg SFmag.hu-n megjelent interjút, a magazinra való hivatkozással .

## Külső hivatkozások
- Interjú az alapítókkal a Solarián
- Interjú Brandon Hackett íróval, SFmag.hu alapítóval az sf.blog.hu-n
- SFMag impresszum
- Douglas Smith listája a nemzetközi publikációs helyekről
- Lavie Tidhar: "Magyar invázó"[halott link]
- "Szép új világ" – az SFmag novelláiról e-könyves szemmel
- Blogkatalógus – SFmag: a legtartalmasabb hazai online sci-fi és fantasy magazin Archiválva 2011. március 2-i dátummal a Wayback Machine-ben